# NGC 3473
NGC 3473 is een balkspiraalstelsel in het sterrenbeeld Leeuw. Het hemelobject werd op 21 maart 1784 ontdekt door de Duits-Britse astronoom William Herschel.

## Synoniemen
- UGC 6052
- MCG 3-28-41
- ZWG 95.79
- PGC 32978